# 傾析
傾析這種方法可用來分隔液體和固體，固體的密度必須比液體大得多，而且不溶於液體。將載有混合物的容器微傾，使液體流出而固體不倒出。這種方法必定有少量液體殘留在容器內。它的好處是方便簡單。
例如紅酒和酒石酸氫鉀與洗米水和米皆是這樣分隔。

倾析一般通过重力将密度大的固体缓缓沉积到混合物的底部，以此将固液分离。然而，当两相密度差不大或固体沉积速度较缓时，可以用离心机加速沉积。

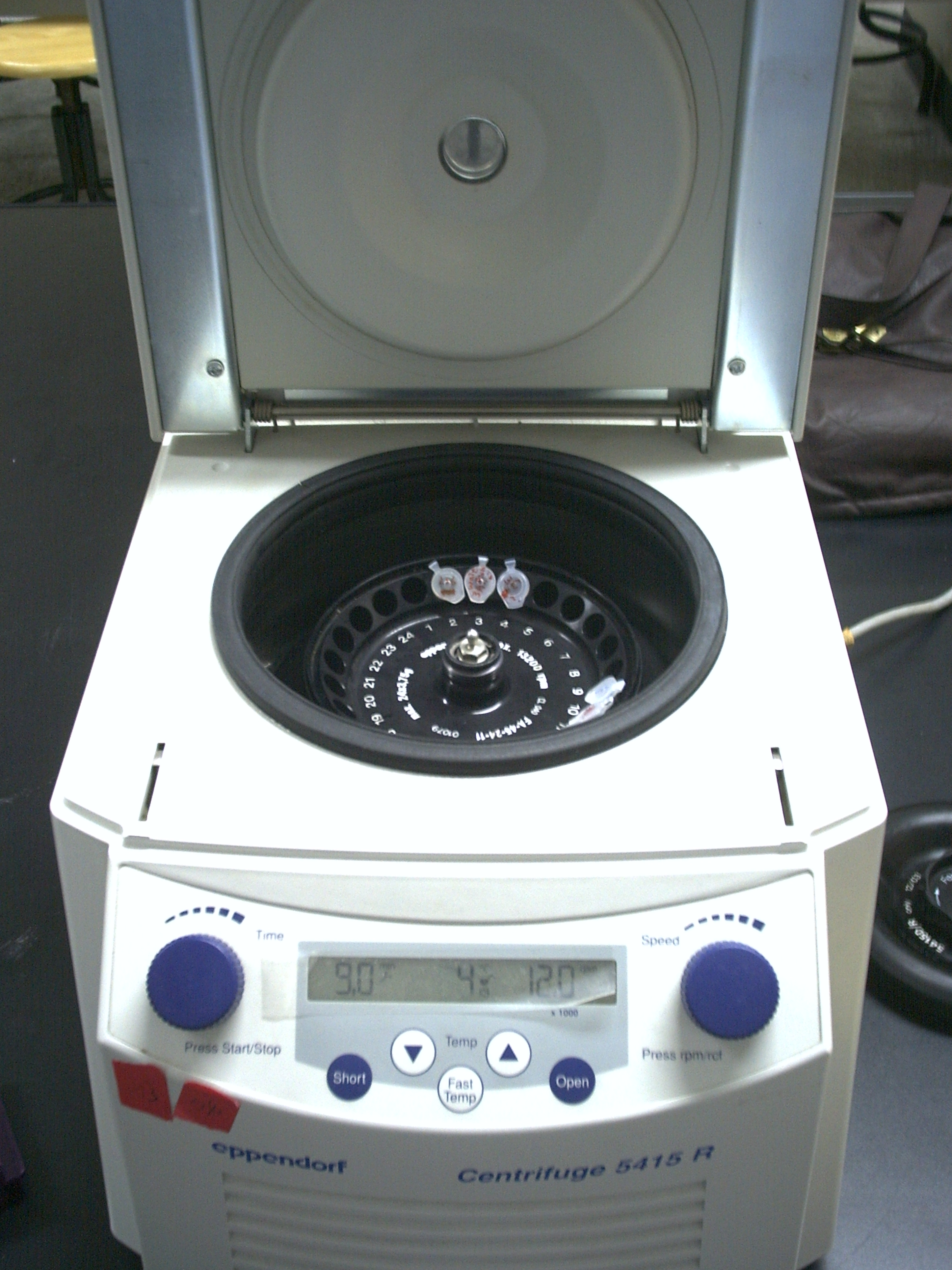
离心机

倾析还可以用于分离两个互相不溶的液体，然而其效果不如使用分液漏斗。